# Феодора Кантакузина (супруга Алексея IV)
Феодора Кантакузина Мегала Комнина (греч. Θεοδώρα Καντακουζηνή Μεγάλη Κομνηνή, около 1382, Константинополь — 12 ноября 1426) — супруга императора Трапезунда Алексея IV Великого Комнина.

## Семья
Происхождение Феодоры византинист Дональд Никол называет неясным. В «Хрониках Эктезии» подразумевается, что она была дочерью протостратора, и Никол отмечает, что существуют хронологические основания против отождествления её отца с тем Мануилом Кантакузином, который был отправлен с дипломатической миссией к султану Мехмеду I зимой 1420/21 года.
Тем не менее, Тьерри Ганчу предоставил доказательства, указывающие, что Феодора была старшей дочерью Феодора Палеолога Кантакузина, дяди императора Мануила II Палеолога, и Ефросинии Палеологини. Он считает, что это доказательство было проигнорировано из-за неоправданного доверия к работам историка начала XVI-го века Феодора Спандуниса, который писал намного позже более надёжных источников более раннего времени.

## Жизнь
Феодора родилась в Константинополе приблизительно в 1382 году. В 1395 году она стала супругой соимператора Трапезунда Алексея IV, который был примерно одного с ней возраста. Она стала императрицей, когда её муж стал единоличным императором в Трапезунда после смерти императора Мануила III в 1417 году.
В 1426 году её сын Иоанн убил императорского казначея, обвинив того в прелюбодейской связи со своей матерью-императрицей. Затем он попытался убить родителей, но был изгнан из города архонтами и бежал в Грузию. Данная история подвергается сомнению, поскольку писец отметил разницу в стиле и оставил на полях замечание, что данный отрывок скорее всего написал не автор хроники Лаоник Халкокондил. Также история противоречит хронологии и другим источникам. Возможно, автор этой истории перепутал скандальный роман Мануила III, тестя Феодоры. Испанский путешественник Руй Гонсалес де Клавихо, который посетил Трапезунд в 1404 году пишет, что именно это побудило молодого Алексея IV, мужа Феодоры, восстать против своего отца.
Феодора была императрицей в течение почти десяти лет до самой смерти. Она была похоронена в церкви Богородицы Златоголовой на кладбище Гидона с другими императорами Трапезунда.
Только после смерти Феодоры Иоанн IV восстал против своего отца, поскольку его покойная мать больше не могла сдерживать их противоборство. Добродетель, благочестие и верность Феодоры прославляются её соотечественником, учёным Виссарионом Никейским, в трёх монодиях, которые он посвятил своей благодетельнице, и в особой утешительной речи, адресованной убитому горем Алексею IV. Сам Иоанн IV после вступления на престол в 1429 году воздал дань уважения добродетелям своей умершей матери в хрисовуле основанному ею монастырю.

## Дети
С императором у Феодоры Кантакузины было не менее пяти детей:
- Иоанн IV Великий Комнин (1403—1459)
- Мария (1404—1439), вышла замуж за византийского императора Иоанна VIII Палеолога
- Александр, женившийся на Марии Гаттилузио, дочери правителя острова Лесбос
- Давид Великий Комнин (1408—1463)
- дочь, выданная за Джаханшаха